# Nerf cutané latéral de l'avant-bras
Le nerf cutané latéral de l’avant-bras (ou nerf cutané antébrachial latéral) est un nerf sensitif de l'avant-bras.

## Origine
Le nerf cutané latéral de l’avant-bras est la branche terminale du nerf musculo-cutané lorsque celui-ci devient superficiel en traversant le fascia brachial.

## Trajet

Zone d'innervation cutanée du bras.

Le nerf cutané latéral de l’avant-bras passe derrière la veine céphalique, et se divise, à l'opposé de l'articulation du coude, en une branche palmaire et une branche dorsale.

### Branche palmaire
La branche palmaire descend à l'avant du bord radial de l'avant-bras jusqu'au poignet.
Au niveau de l'articulation du poignet, il passe devant l'artère radiale et descend ensuite jusqu'à l'éminence thénar où il se termine.
Elle innerve la zone cutanée antéro-latérale et de l'éminence thénar.

### Branche dorsale
La branche dorsale descend à l'arrière du bord radial de l'avant-bras jusqu'au poignet puis se termine dans la face dorsale de la main.
Elle communique avec la branche superficielle du nerf radial et le nerf cutané médial de l’avant-bras.
Elle innerve la peau des deux tiers inférieurs de la face dorso-latérale de l'avant-bras,

## Aspect clinique
Le nerf cutané latéral de l’avant-bras peut subir une compression au niveau du coude (syndrome du sac à main) entraînant des troubles sensitifs au niveau de l'avant-bras sans signe moteur qui indiquerait une lésion en amont du nerf musculo-cutané.